# Дюсетай
Дюсетай — опустевший аул в Москаленском районе Омской области. Входит в состав Новоцарицынского сельского поселения.

## География
Находится в степной зоне Ишимской равнины в 22 км к юго-юго-востоку от города Москаленки и в 85 км к запад-юго-западу от Омска.

## История
Согласно Закону Омской области от 30 июля 2004 года № 548-ОЗ  Дюсетай вошёл в состав образованного муниципального образования Новоцарицынское сельское поселение.

## Население
| 2010 |
| ---- |
| 0    |

Национальный состав (2002): казахи — 100 % из 25 чел..

## Инфраструктура
Было развито животноводство.

## Транспорт
Просёлочные дороги.
Входит в перечень отдаленных или труднодоступных местностей Омской области .